# 거제중앙초등학교
거제중앙초등학교는 대한민국 경상남도 거제시에 있는 공립 초등학교이다.

## 학교 연혁
- 2003. 03. 01 거제중앙초등학교 인가(32학급)
- 2003. 03. 01 제 1대 윤용남 교장선생님 부임
- 2003. 05. 01 거제중앙초등학교 개교
- 2004. 3 ~ 2006. 2 경상남도교육청지정 창의성 교육 시범학교 운영
- 2004. 09. 01 제 2대 김성래 교장선생님 부임
- 2007, 2008학년도 전국 100대 교육과정 우수학교 선정(2회)
- 2007. 09. 01 제 3대 김인호 교장선생님 부임
- 2009. 3 ~ 2011. 2 경상남도교육청지정 방과후학교 시범학교 운영
- 2010. 11. 09 초등 100대 교육과정 우수학교 선정(교육감 표창)
- 2009, 2010, 2011학년도 경상남도교육청 지정 학력향상 우수학교(3년 연속)
- 2012. 09. 01 제 4대 김성철 교장선생님 부임
- 2014. 08. 09 학교평가 상위 50% 선정
- 2014. 09. 01 제 5대 김기태 교장선생님 부임
- 2015. 02. 19 제12회 졸업(총 졸업생수 2,919명)
- 2015. 3 - 2017. 2 통일부지정 통일교육 시범학교 운영
- 2015. 03. 01 46학급(특1) 인가
- 2018. 09. 01 제 6대 황은숙 교장선생님 부임
- 2022. 02. 15 제 19회 졸업(계 155명, 총 졸업생수 4,189명)
- 2022. 03. 01 40학급(특2) 인가
- 2022. 09. 01 제 7대 김향선 교장선생님 부임
- 2023. 02. 14 제20회 졸업(계 158명, 총 졸업생수 4,348명)
- 2023. 03. 01 40학급(특2) 인가

## 참고 자료
- 거제중앙초등학교 - 한국교육학술정보원 학교알리미